# Neoraja iberica
Neoraja iberica és una espècie de peix de la família dels raids i de l'ordre dels raïformes.

## Morfologia
- Els mascles poden assolir 32,7 cm de longitud total i les femelles 31,6.[4]

## Hàbitat
És un peix marí, de clima subtropical (13 °C-14 °C) i demersal que viu entre 270-670 m de fondària.

## Distribució geogràfica
Es troba a l'oceà Atlàntic nord-oriental: la península Ibèrica.

## Observacions
És inofensiu per als humans.